# Gyrinus opalinus
Gyrinus opalinus is een keversoort uit de familie van schrijvertjes (Gyrinidae). De wetenschappelijke naam van de soort is voor het eerst geldig gepubliceerd in 1883 door Régimbart.